# Coprofagia

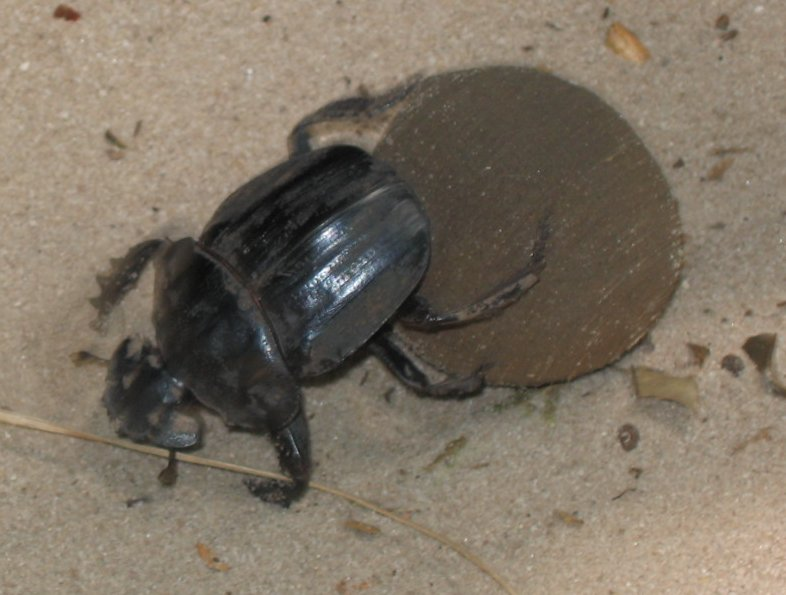
Um escaravelho empurrando uma bola de estrume para utilizar como alimento

Coprofagia (assim como a coprofilia), do grego  κόπρος copros (fezes) e φαγεῖν phagein (comer). Assim: prática de ingestão de fezes. Isto ocorre naturalmente em algumas espécies de animais, como cães, gatos, insetos, aves e roedores. Relata-se também tal prática em seres humanos, porém sob a categorização de patologia de ordem psíquica, ou desvio sexual (variação da coprofilia). Existe farto material de ordem hedonista a respeito do tema, principalmente proveniente do oriente.